# Brachycyrtus ornatus
Brachycyrtus ornatus är en stekelart som beskrevs av Joseph Kriechbaumer 1880. Brachycyrtus ornatus ingår i släktet Brachycyrtus och familjen brokparasitsteklar. Arten är reproducerande i Sverige. Inga underarter finns listade.